# Mollisquama mississippiensis
Mollisquama mississippiensis (лат.) — вид акул из семейства далатиевых, один из двух в роде маллисквам.
Описание выполнено по единственному экземпляру неполовозрелого самца длиной 14,2 см и массой 14,6 г. Отловлен 4 февраля 2010 года в Мексиканском заливе во время экспедиции по исследованию кашалотов. Является самой маленькой среди всех известных видов акул.
Как и у второго вида данного рода у M. mississippiensis есть специальные карманы, которые спрятаны за грудными плавниками. Внутри них находятся железы, которые производят биолюминесцентную жидкость. Отличительными особенностями нового вида является наличие органа, расположенного на нижней стороне тела у окончания нижней челюсти.
Кроме этого, по всему телу разбросаны многочисленные фотофоры, на брюхе образуют 16 обособленных групп. Благодаря этому светится в темноте.